# Jalebi

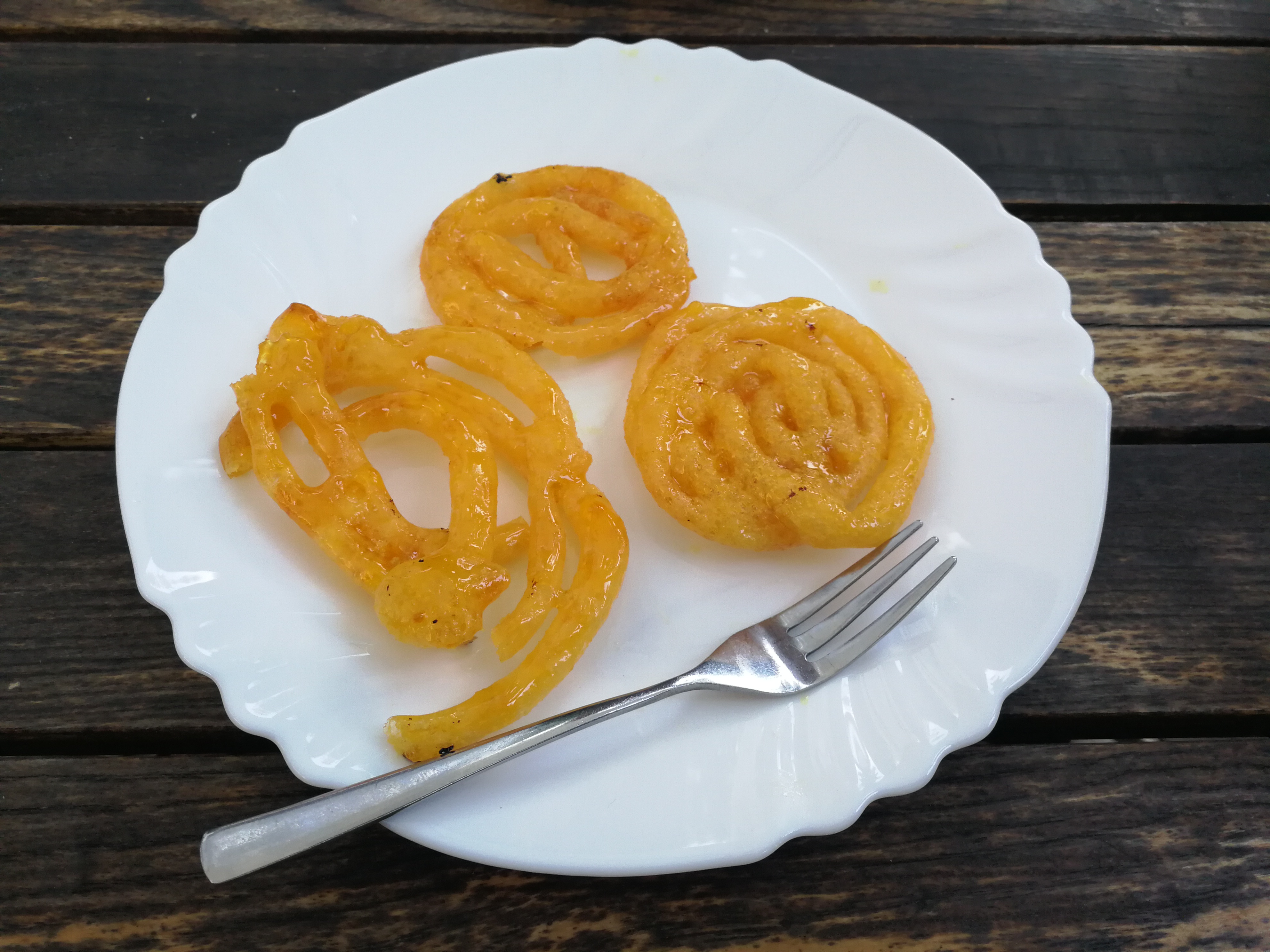
Jalebi

Jalebi ist ein Dessert der persischen Küche und nordwestindischen Küche. Auch in Vorderasien und auf dem restlichen indischen Subkontinent ist es unter wechselnden Namen verbreitet, oft als Zulbia. Es handelt sich dabei um frittierte Weizenmehlkringel, die mit Zuckersirup getränkt werden.

## Geschichte und Etymologie
Der Name jalebi leitet sich wohl vom arabischen zalabiya bzw. dem persischen zulbiya ab. Die Wörter werden teils als alternative Namen für Lokma bezeichnet, allerdings dürfte der Name jalebi älter sein: Ein Rezept für das Dessert ist im Kochbuch Kitab aṭ-Ṭabīḫ (Buch der Gerichte) des Autors Ibn Sayyar al-Warraq aus dem 10. Jahrhundert nachgewiesen, Lokma (unter dem arabischen Namen luqmat al-qāḍī) hingegen erst für das 13. Jahrhundert. Für den indischen Kulturraum sind Jalebi für das 15. Jahrhundert nachgewiesen. In der Erzählungssammlung Tausendundeine Nacht werden Jalebi erwähnt.
In Afghanistan und Indien gilt jemand als „geradlinig wie ein Jalebi“ (Hindi: Woh to Jalebi Ki Tarahan Seedha Hai), wenn er unzuverlässig oder wankelmütig ist. In der indischen Schwulenszene steht „Jalebi“ auch als Synonym für einen schwulen Mann.
Das dem Dessert gewidmete Lied Afghan Jalebi des indischen Musikproduzenten Pritam ist auf dem Soundtrack des Bollywood-Films Phantom des Regisseurs Kabir Khan in mehreren Versionen vertreten, u. a. gesungen von den pakistanischen Musikern Asrar und Akhtar Chanal Zahri.

## Zubereitung

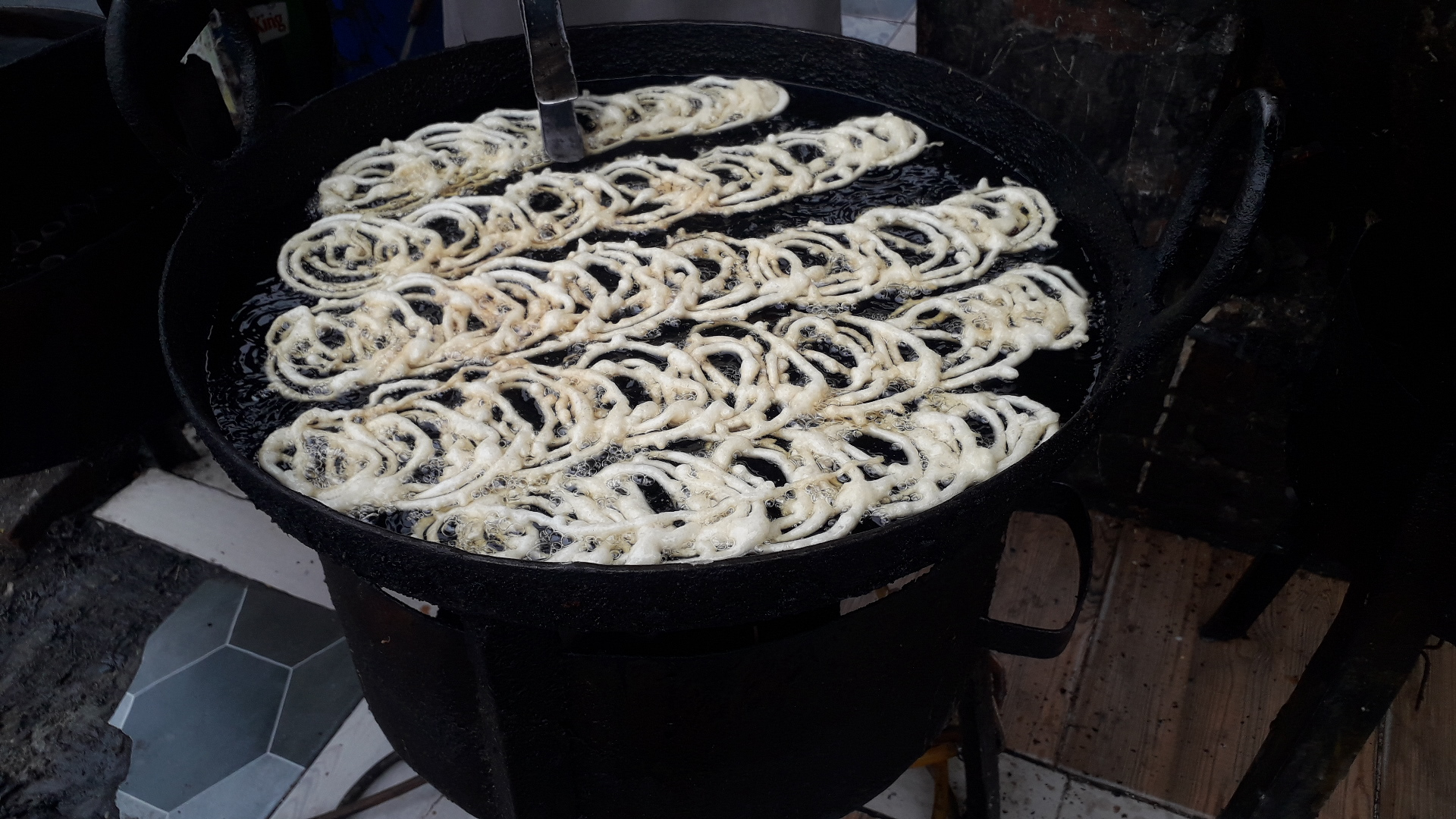
Jalebi im Ölbad

Der Teig besteht aus Mehl, Backpulver und Joghurt. Färbende Zutaten wie Safran oder Lebensmittelfarbe werden oft hinzugegeben. Mit einem Spritzbeutel oder einem vergleichbaren Werkzeug werden konzentrische Kreise in heißes Öl gespritzt und ausgebacken. Anschließend werden die Teigkringel mehrere Minuten in einem Bad aus heißem Zuckersirup belassen, dem geschmacks- oder farbgebende Zutaten wie Kardamom, Rosenwasser, Safran, Zimt oder Zitronensaft zugegeben werden können. Jalebi werden kalt oder warm serviert. In Afghanistan dienen sie als Beilage zu Fisch.
Ähnliche Desserts sind die in der indischen Küche verbreiteten Imarti (deren Teig aus gemahlenen Urdbohnen besteht) und die brezelförmigen Chhena jalebi mit einem Teig auf Basis von Frischkäse.